# Noëlle Rother
Pour les articles homonymes, voir Rother.
Noëlle Rother née le 16 septembre 1996, est une joueuse allemande de hockey sur gazon.

## Carrière
Elle a été appelée en équipe nationale en 2017 et a joué son premier match international le 14 avril 2017 contre la Belgique à Venlo.

## Palmarès
- : 2e à l'Euro U21 2014.